# Kulturåret 1748

## Nya verk
- Den libertinska romanen Thérèse philosophe publiceras anonymt i Frankrike.
- Första delen av Memoirs of a Woman of Pleasure, mer känd som Fanny Hill, publiceras i England, av John Cleland.
- De l'esprit des lois, Om lagarnas anda, Charles-Louis de Secondat Montesquieu
- Correspondance littéraire, philosophique et critique börjar utges.

## Födda
- 7 maj - Olympe de Gouges (död 1793), fransk författare och politisk aktivist.
- 8 juli - Johan Adam Tingstadius (död 1827), svensk biskop, orientalist och ledamot av Svenska Akademien.
- 30 augusti - Jacques-Louis David (död 1825), fransk målare under nyklassicismens epok.
- okänt datum - Louis Masreliez (död 1810), svensk målare, tecknare, grafiker och inredningsarkitekt.
- okänt datum - Hedvig Wigert (död 1780), svensk operasångerska.

## Avlidna
- Jean-Baptiste Landé, fransk dansare, balettmästare i Sverige, grundare av den ryska baletten.